# First Day of My Life (Bright Eyes)
First Day of My Life è un singolo estratto dall'album I'm Wide Awake, It's Morning della band statunitense Bright Eyes.

## Tracce
1. "First Day of My Life" (Conor Oberst)
2. "When the President Talks to God" (Conor Oberst)
3. "True Blue" (Conor Oberst)

## Video
Nel video diretto da John Cameron Mitchell, vengono mostrate in successione diverse persone sedute su un divano mentre ascoltano con le cuffie la canzone.
Sono visibili in ordine cronologico (alcuni personaggi ritornano più volte): un single bianco di mezz'età, un single afroamericano, una coppia in cui il ragazzo è più giovane della compagna, una bambina con i genitori, una coppia di donne omosessuali (l'attore transgender Daniel Sea, che all'epoca era Daniela, insieme alla compagna Bitch del duo Bitch and Animal), una coppia di uomini omosessuali, una coppia eterosessuale (Elliott Smith insieme alla compagna), una coppia nera, una coppia etero di mezz'età, una vedova che stringe la foto del marito, un'altra coppia etero, una coppia mista in cui il compagno è di razza ispanica, una donna anziana, una coppia di adolescenti etero (che chiuderanno il video), una coppia in cui il partner è transgender, un'altra coppia di uomini omosessuali, un labrador, una donna incinta, un'altra coppia mista in cui il compagno è nero mentre la compagna è bianca, una coppia lesbica di mezz'età, una coppia etero asiatica e una coppia etero con la figlia.